# 埃弗里特鎮區 (內布拉斯加州道奇縣)
埃弗里特鎮區（英語：Everett Township）是位於美國內布拉斯加州道奇縣的一個行政鎮區。

## 地方資料
埃弗里特鎮區的面積為93.18平方千米，當中陸地面積為92.09平方千米，而水域面積為1.09平方千米。根據2020年美國人口普查的數據，當地共有人口227人，而人口密度為每平方千米2.44人。